# Pablo Álvarez García
Pablo Álvarez García (Langreo, 23 aprile 1997) è un calciatore spagnolo, centrocampista del Karpaty L'viv.

## Carriera
Cresciuto calcisticamente nelle giovanili del Villarreal, nel 2016 viene aggregato alla rosa della terza squadra, partecipante al campionato di Tercera División, la quarta divisione del campionato spagnolo. Nel gennaio 2018, viene acquistato dall'Alavés, che lo inserisce nella formazione della squadra riserve, sempre in Tercera División. All'inizio del 2019, viene ceduto in prestito al San Ignacio, club satellite dell'Alavés che milita nella quarta divisione spagnola. Rientrato dal prestito, gioca per una stagione nella terza divisione spagnola con la squadra riserve dell'Alavés, prima di rimanere svincolato nel luglio 2020. Nel gennaio 2021, viene acquistato dai bulgari del Černo More Varna. Il 13 febbraio successivo, esordisce con la società di Varna, giocando l'incontro di Părva liga pareggiato in casa per 0-0 contro la Lokomotiv Plovdiv.

## Statistiche

### Presenze e reti nei club
Statistiche aggiornate al 25 maggio 2022.
| Stagione        | Squadra          | Campionato      | Campionato | Campionato | Coppe nazionali | Coppe nazionali | Coppe nazionali | Coppe continentali | Coppe continentali | Coppe continentali | Altre coppe | Altre coppe | Altre coppe | Totale | Totale |
| Stagione        | Squadra          | Comp            | Pres       | Reti       | Comp            | Pres            | Reti            | Comp               | Pres               | Reti               | Comp        | Pres        | Reti        | Pres   | Reti   |
| --------------- | ---------------- | --------------- | ---------- | ---------- | --------------- | --------------- | --------------- | ------------------ | ------------------ | ------------------ | ----------- | ----------- | ----------- | ------ | ------ |
| gen.-giu. 2019  | San Ignacio      | TD              | 18         | 6          |                 | -               | -               |                    | -                  | -                  |             | -           | -           | 18     | 6      |
| 2019-2020       | Alavés B         | SDB             | 21         | 1          |                 | -               | -               |                    | -                  | -                  |             | -           | -           | 21     | 1      |
| gen.-giu. 2021  | Černo More Varna | 1L              | 9+6        | 1+1        | CB              | 1               | 0               |                    | -                  | -                  |             | -           | -           | 16     | 2      |
| 2021-2022       | Černo More Varna | 1L              | 24+4       | 6+0        | CB              | 2               | 0               |                    | -                  | -                  |             | -           | -           | 30     | 6      |
| Totale carriera | Totale carriera  | Totale carriera | 82         | 15         |                 | 3               | 0               |                    | -                  | -                  |             | -           | -           | 85     | 15     |